# Trucha a la navarra
La trucha con jamón o trucha a la navarra es un plato clásico de la de la cocina de Navarra, que consiste en este pescado azul de agua dulce, desespinado, relleno con lonchas de jamón serrano y rebozado. Normalmente se usa la trucha, que es un pescado con una carne considerada poco sabrosa, por ello se rellena con jamón. Existen innumerables recetas de este tipo de pescado, pero por regla general se refiere a un pescado relleno de migas de jamón y frito en una sartén. En algunas preparaciones, en lugar de rellenar la trucha con jamón, se envuelve esta con lonchas completas de jamón, empleando para ello un mondadientes que sujete el conjunto. En algunas versiones menos tradicionales se suele emplear panceta (béicon). A pesar de su origen navarro, es muchas otras regiones de España, desde Castilla hasta Andalucía.

## Historia
Ya Aymerich Picaud, en el siglo XII, alaba en el Codex Calixtinus la elaboración de este pez en los itinerarios de la ruta jacobea. Ernest Hemingway menciona el plato en una tasca navarra como homenaje a un amigo suyo muerto en un encierro.